# Tancrède (roi de Sicile)
Tancrède de Sicile, né entre 1134 et 1138 et mort le 20 février 1194 à Palerme, fut roi de Sicile de 1190 à sa mort. Il est le fils illégitime du duc Roger III d'Apulie, fils du roi Roger II de Sicile, et de sa maîtresse Emma, fille du comte Achard II de Lecce. Héritier du comté de Lecce par son grand-père maternel, il est également appelé Tancrède de Lecce.

## Biographie

### Participation à la révolte des barons
Né entre 1134 et 1138, Tancrède passe son enfance à Lecce. À la mort de son père Roger III d'Apulie en 1149, il est rappelé à Palerme par le roi Roger II en compagnie de son frère Guillaume. Il fait partie du groupe des vassaux mécontents par le règne de son oncle Guillaume le Mauvais. À ce titre, il participe en 1156 à la coalition des barons révoltés et est emprisonné peu après la victoire de l'armée royale. En 1161, après avoir été libéré par des conjurés, il participe à un nouveau complot dirigé par Mathieu Bonnel contre la personne du roi. La révolte est étouffée par Guillaume Ier qui prononce la mise au ban du comte de Lecce. Après un exil de cinq ans à Constantinople, Tancrède retourne en Sicile en 1166 à la suite de l'avènement de son cousin Guillaume II. Il reçoit en 1169 le comté de Lecce.

### Expédition contre Saladin
En 1174, il commande la flotte, composée de deux cents vaisseaux, que le roi Guillaume II envoie contre l'Égypte pour venir en aide au roi Amaury de Jérusalem. Le corps expéditionnaire normand débarque devant Alexandrie le 28 juillet et met le siège devant la ville. L'armée comporte 30 000 hommes, dont 1 500 chevaliers. Néanmoins, les troupes normandes ne reçoivent aucun secours de la part du royaume de Jérusalem. Saladin, qui peut donc consacrer tous ses moyens pour contrer l'invasion, fait détruire les machines de guerre siciliennes le 31 juillet et repousse les assiégeants le 2 août,. Les Normands rembarquent en désordre, laissant un butin considérable et des centaines de prisonniers.
En 1181, Tancrède est nommé par le roi Guillaume II grand connétable et maître justicier d'Apulie et de la Terre de Labour, c'est-à-dire vice-roi sur le continent. En 1185, il dirige la flotte normande lors de l'expédition de Guillaume contre l'Empire byzantin. Il s’empare de Dyrrachium et met à sac Thessalonique, mais est vaincu par l’empereur Isaac II Ange. Il parvient néanmoins à rapatrier la flotte et sauver le butin fait à Thessalonique.

### Roi de Sicile
Décrit comme étant un bon chef militaire malgré sa petite taille, brave et intelligent, mais laid selon son principal détracteur Pierre d'Éboli, il prétend au trône de la Sicile normande après la mort sans héritier, en novembre 1189, de son cousin Guillaume II. Il est soutenu par une partie de la noblesse contre les prétentions de sa tante Constance de Hauteville et de son époux l'empereur germanique Henri VI. Il est couronné roi de Sicile par l’archevêque Gautier Ophamil à Palerme le 18 janvier 1190 mais son pouvoir reste fragile. Il doit lutter à la fois contre les pressions et les attaques des forces impériales, contre les révoltes de ses vassaux en Italie continentale, et contre les bandes de rebelles musulmans implantées dans les montagnes du centre de la Sicile. Il a cependant le soutien du pape Clément III, hostile aux revendications impériales sur le royaume normand, ainsi que de Matthieu d'Ajello, l’ancien conseiller de Guillaume II. Par ailleurs, il parvient à éliminer un prétendant au trône, Roger d'Andria, en novembre 1190.

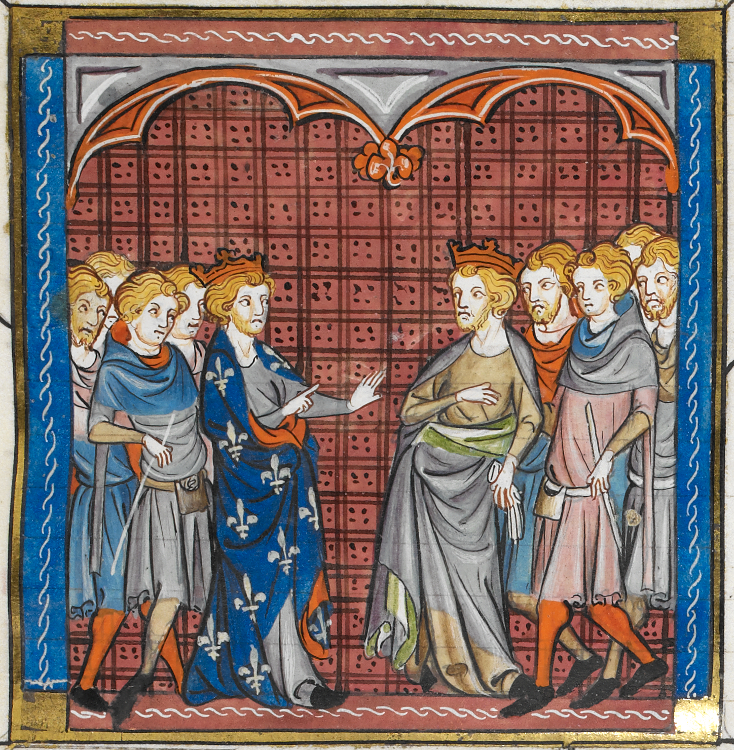
Philippe II Auguste et Tancrède de Sicile. Miniature du XIV.

À l’automne 1190, Tancrède doit composer avec l'arrivée à Messine des rois croisés Philippe Auguste et Richard Cœur de Lion. Le roi d'Angleterre, en route pour la troisième croisade, profite de son séjour en Sicile pour faire à Tancrède plusieurs réclamations : la première est la libération de sa sœur Jeanne, veuve de Guillaume II de Sicile ; la seconde est la restitution d'un legs important que Guillaume aurait promis à son père Henri II. Pendant ce temps, la présence de l’armée anglaise cause des troubles parmi la population. Le 3 octobre, une rixe finit par éclater entre les soldats anglais et les habitants de la ville. Le roi d'Angleterre exploite la situation et s'empare de Messine qui est livrée au pillage. La flotte sicilienne est également détruite. En novembre 1190, Tancrède accorde à Richard une partie de ses réclamations et signe avec la médiation de Philippe Auguste un traité de paix. Richard reconnaît Tancrède comme roi de Sicile. Celui-ci dédommage Richard de la dot de sa sœur Jeanne. Richard proclame héritier son neveu Arthur de Bretagne et un mariage est projeté entre celui-ci et la fille de Tancrède, qui avance la dot à Richard. Philippe Auguste quitte finalement la Sicile le 30 mars, et Richard Cœur de Lion le 10 avril 1191.
Une fois débarrassé des rois croisés, Tancrède doit lutter contre une nouvelle menace venue du nord. En avril 1191, Henri VI et son épouse Constance reçoivent la couronne impériale des mains du pape Célestin III. Le nouvel empereur se tourne alors vers le sud pour revendiquer le royaume de Sicile. Les villes du nord du royaume comme Capoue et Aversa ouvrent leurs portes devant les troupes allemandes, contrairement à Naples, assiégée mais solidement tenue par Richard d'Acerra. L’armée impériale, enlisée devant Naples, est décimée par une épidémie. Henri VI lève le siège en août et se replie vers le nord, tandis que Constance s’installe avec une petite garnison dans la ville de Salerne.
Les villes du nord changent soudainement d’allégeance et se soumettent à Tancrède, probablement par crainte de représailles. En signe de bonne volonté, la ville de Salerne capture l’impératrice Constance et la livre à son neveu Tancrède. Gardée prisonnière, d'abord à Palerme, puis à Naples, Constance est employée comme monnaie d’échange auprès du pape et envoyée à Rome au printemps 1192. Elle est finalement capturée en cours de route par les partisans de l’empereur et renvoyée en Allemagne.
Tancrède tente ensuite vainement de faire reconnaître sa légitimité en faisant couronner son fils Roger en 1192. Il renforce son alliance avec Rome en signant le concordat de Gravina à l’été 1192. Il tente même un rapprochement avec l'Empire byzantin, demandant la main de la fille du basileus Isaac II Ange, la princesse Irène Ange pour son jeune fils, mais celui-ci meurt prématurément en décembre 1193. Il nomme alors son autre fils Guillaume, encore enfant, co-roi et successeur désigné sous le nom de Guillaume III de Sicile, mais Henri VI le vainc à Catane. La capture de Richard Cœur de Lion à Vienne renforce le parti impérial, qui reçoit une considérable rançon, et affaiblit la position de Tancrède, qui perd de ce fait un précieux allié.
Tancrède meurt dans son palais de Palerme le 20 février 1194. Sa mort livre son royaume à l'Empire germanique et met fin au règne la maison de Hauteville sur le royaume de Sicile.
Il est inhumé dans la cathédrale de Palerme.

## Descendance
Sa femme Sibylle, sœur de Richard d'Acerra, lui donnera deux fils, Roger et Guillaume, et trois filles. L'une des filles de Tancrède de Sicile, Elvire, reçut certains de ses biens, comme la principauté de Tarente et le comté de Lecce en 1200, mais ils lui furent confisqués en 1205 à la mort de son époux Gautier III de Brienne. Le comté de Lecce fut toutefois restitué à ses descendants, la maison de Brienne. Une autre fille, Constance, épousa le doge de Venise, Pietro Ziani.